# Балканці (Добрицька область)
Балка́нці (болг. Балканци) — село в Добрицькій області Болгарії. Входить до складу общини Генерал-Тошево.

## Населення
За даними перепису населення 2011 року у селі проживали 69 осіб.
Національний склад населення села:
| Національність   | Кількість осіб | Відсоток |
| ---------------- | -------------- | -------- |
| болгари          | 61             | 91,0%    |
| цигани           | 6              | 9,0%     |
| турки            | 0              | 0%       |
| інша             | 0              | 0%       |
| не визначились   | 0              | 0%       |
| Всього відповіли | 67             |          |

Розподіл населення за віком у 2011 році:
Динаміка населення: